# Даугуль, Валентин Георгиевич
Валентин Георгиевич Даугуль (1900 г. - 1941 г.) — советский архитектор.

## Биография
- В 1917-1926 гг. обучался в Высшем художественно-техническом институте в Ленинграде (бывш. Императорская Академия художеств).

## Проекты и постройки
- "Центросоюз" на Мясницкой ул. в Москве (1928 г.; конкурс; при участии - авторы: Левинсон Е.А., Соколов А.М.)
- Народный дом в г. Растяпино (1929 г.; конкурс; проект рекомендован к приобретению; соавтор Соколов А.М.)
- Профилакторий в Луге (1930 г.; конкурс; 1-я премия; соавторы: Лялин О.Л., Рахманина Е.Н.)
- Выборгский райсовет в Ленинграде (1931 г.; конкурс всесоюзный; 1-я премия; соавторы: Твелькмейер В.Ф., Твелькмейер Л.Б., Серебровский Б.М.)
- Дом Совета Московского района (Московский райсовет) на Международном (Московском) пр. в Ленинграде (1930—1935 гг.; соавтор: Фомин И.И.)
- Дом правительства Абхазской АССР в Сухуме (инж. Соколов Е.М.)

### Архивные источники
- НБА АХ СССР